# 中日本高速道路名古屋支社
中日本高速道路名古屋支社（なかにほんこうそくどうろなごやししゃ）は、中日本高速道路（NEXCO中日本）の支社の一つ。旧日本道路公団 (JH) 中部支社の流れを汲んでいる。中日本高速道路発足時は「中部地区支配人」の組織名称であったが、2007年4月1日付で名古屋支社になった。

## 支社所在地
〒460-0003
愛知県名古屋市中区錦2丁目18番19号三井住友銀行名古屋ビル

## 管轄路線・事業所
NEXCO管轄の高速道路・有料道路のうち、主に東海地方（愛知県・岐阜県・三重県）と滋賀県東部・長野県南部の路線を管轄している。
- 愛知県内の東名高速豊川IC以東と新東名高速新城IC以東、長野県内の中央道伊北IC以東、長野県・岐阜県にまたがる安房峠道路は東京支社の管轄。
- 岐阜県内の東海北陸道白川郷IC以北、滋賀県内の北陸道木之本IC以北は金沢支社の管轄。
- 滋賀県内の名神高速八日市IC以西と新名神高速甲賀土山IC以西はNEXCO西日本関西支社の管轄。

### 高速道路管理事務所
高速道路管理事務所は後述する建設事業を担当している工事事務所と保全・サービス事業を担当している保全・サービスセンターの双方の事業を担当している。
| 名称             | 管轄路線 | 所在地                                                    | 備考 |
| ---------------- | --- | --------------------------------------------------------- | ---- |
| 津高速道路事務所 | 伊勢自動車道（伊勢関IC-伊勢IC） 紀勢自動車道（勢和多気IC/JCT-紀伊長島IC） 伊勢自動車道（大宮大台IC-紀勢大内山IC)付加車線設置 | 〒514-1193 三重県津市久居明神町2670-2（伊勢道久居IC併設） | ※    |

- ※ : 旧・津保全・サービスセンター（2020年7月1日名称変更）

### 保全・サービスセンター
保全・サービスセンターは保全・サービス事業を担当している。かつて、中日本高速道路は保全・サービスセンターを管理事務所（○○管理事務所）と呼んでいた。
| 名称                               | 管轄路線 | 所在地                                                                | 備考 |
| ---------------------------------- | --- | --------------------------------------------------------------------- | ---- |
| 豊田保全・サービスセンター         | 東名高速道路（豊川IC-豊田IC） 新東名高速道路（新城IC-豊田東JCT） 伊勢湾岸自動車道（豊田東JCT-湾岸弥富IC） 東海環状自動車道（豊田東JCT-豊田松平IC） 名古屋第二環状自動車道（名古屋南JCT-有松IC、飛島北IC-飛島JCT） | 〒470-1202 愛知県豊田市渡刈町大屋敷57（伊勢湾岸道豊田東IC併設）       |      |
| 名古屋保全・サービスセンター       | 東名高速道路（豊田IC-春日井IC） 名古屋第二環状自動車道（有松IC-飛島北IC、名古屋IC-上社JCT） 東名阪自動車道（名古屋西JCT-名古屋西IC）                                                                              | 〒465-0045 愛知県名古屋市名東区姫若町57（東名高速名古屋IC併設）       |      |
| 飯田保全・サービスセンター         | 中央自動車道（伊北IC-中津川IC） | 〒395-0151 長野県飯田市北方856-1（中央道飯田IC併設）                  |      |
| 多治見保全・サービスセンター       | 中央自動車道（中津川IC-小牧東IC） 東海環状自動車道（豊田松平IC-可児御嵩IC） | 〒507-0052 岐阜県多治見市光ヶ丘5-28（中央道多治見IC併設）             |      |
| 羽島保全・サービスセンター         | 東名高速道路（春日井IC-小牧IC） 名神高速道路（小牧IC-関ヶ原IC） 中央自動車道（小牧東IC-小牧JCT） 東海北陸自動車道（一宮稲沢北IC-一宮木曽川IC） 東海環状自動車道（大野神戸IC-養老IC）                              | 〒501-6236 岐阜県羽島市江吉良町字鍵田2578-1（名神高速岐阜羽島IC併設） |      |
| 彦根保全・サービスセンター         | 名神高速道路（関ヶ原IC-八日市IC） 北陸自動車道（米原JCT-木之本IC） | 〒520-0023 滋賀県彦根市原町714-1（名神高速彦根IC併設）                |      |
| 岐阜保全・サービスセンター         | 東海北陸自動車道（一宮木曽川IC-郡上八幡IC） 東海環状自動車道（可児御嵩IC-本巣IC） | 〒504-0934 岐阜県各務原市大野町1-222（東海北陸道岐阜各務原IC併設）    |      |
| 高山保全・サービスセンター         | 東海北陸自動車道（郡上八幡IC-白川郷IC） | 〒506-0205 岐阜県高山市清見町夏厩318（東海北陸道飛驒清見IC併設）      |      |
| 高山保全・サービスセンター白鳥分室 | 東海北陸道4車線化事業（白鳥IC～飛驒清見IC） | 〒501-5192 岐阜県郡上市白鳥町白鳥38-1（郡上市役所白鳥庁舎2階）        |      |
| 桑名保全・サービスセンター         | 東名阪自動車道（名古屋西IC-伊勢関IC） 伊勢湾岸自動車道（湾岸弥富IC-四日市JCT） 新名神高速道路（四日市JCT-甲賀土山IC、亀山JCT-亀山西JCT） 東海環状道（新四日市JCT-大安IC）                                         | 〒511-0854 三重県桑名市大字蓮花寺字鍋谷608-2（東名阪道桑名IC併設）    | ※    |

- ※ : 甲賀土山ICはNEXCO西日本関西支社の管轄

### 工事事務所
| 名称             | 担当事業 | 所在地                                               | 備考 |
| ---------------- | --- | ---------------------------------------------------- | ---- |
| 岐阜工事事務所   | 東海環状自動車道（関広見IC-岐阜・三重県境）、東海環状自動車道（土岐JCT-美濃加茂IC）4車線化・付加車線設置                                | 〒500-8842 岐阜県岐阜市金町4-30 明治安田生命ビル 2階 |      |
| 豊川工事事務所   | 新東名高速道路（静岡・愛知県境-豊川市・岡崎市境）                                                                                       | 〒442-0802 愛知県豊川市麻生田町茶木畑101             |      |
| 豊田工事事務所   | 新東名高速道路（豊川市・岡崎市境-豊田東JCT）                                                                                            | 〒471-0831 愛知県豊田市司町4-16                      |      |
| 名古屋工事事務所 | 名古屋第二環状自動車道（名古屋西JCT-飛島JCT） 名神高速道路（一宮IC-一宮JCT）付加車線設置 東名高速道路（東名三好IC-日進JCT）付加車線設置 | 〒485-0082 愛知県小牧市大字村中字松原856             |      |
| 四日市工事事務所 | 新名神高速道路（四日市JCT-亀山西JCT） 東海環状自動車道（大安IC-岐阜・三重県境） 新名神高速道路（亀山西JCT-甲賀土山IC）6車線化           | 〒510-0832 三重県四日市市伊倉1-2-14                  |      |

2008年までは清見工事事務所(東海北陸自動車道 飛騨清見IC-白川郷IC間の建設を担当)、2013年までは松阪工事事務所(紀勢自動車道 紀勢大内山IC-紀伊長島IC間の建設を担当)、2014年までは敦賀工事事務所(舞鶴若狭自動車道 小浜IC-敦賀JCT間の建設を担当)が存在していたが、いずれも当該区間の開通に伴い閉鎖された。

#### 管轄区間の変遷
JH時代は名神高速関ヶ原IC-八日市IC間と北陸道米原JCT-木之本IC間は現在のNEXCO西日本関西支社にあたるJH関西支社が管轄していたが、JH末期に中部支社に移管された。また、JH時代には油坂峠道路も管轄していたが、2005年10月の民営化とともに国土交通省に移管され同時に無料開放された。さらに、かつては東名高速三ヶ日IC-豊川IC間も管轄していたが、2012年4月14日の新東名高速道路の開通を機に東京支社へ移管された（ただし、豊川ICの管轄は名古屋支社のままである）。